# 직종
직종(職種)은 직무의 분류구분의 하나이다. 직무분류호 상당수가 되지만 그 가운데 그 내용이 유사한 것이 몇 가지가 있다. 복잡한 책임의 비중은 다르지만, 이들 내용이 유사한 직무의 집합을 직종이라고 하며, 통상의 로테이션은 이 범위에서 주로 이루어진다.